# Френска комунистическа партия
Френската комунистическа партия (на френски: Parti communiste français) е крайнолява еврокомунистическа политическа партия във Франция. Основана през 1920 година, тя е водещата лява партия в страната през първите десетилетия след Втората световна война, но през 80-те години е изместена от Социалистическата партия и днес има второстепенно значение. Партията участва в няколко коалиционни правителства – през 1944 – 1947, 1981 – 1984 и 1997 – 2002 година.

## История
Френската комунистическа партия (ФКП) възниква през 1920 г., когато мнозинството от членовете напускат социалистическата Френска секция на Работническия интернационал (SFIO), за да създадат Френската секция на Комунистическия интернационал (SFIC) с Лудовик-Оскар Фросар като неин първи генерален секретар и Хо Ши Мин като един от забележителните агитатори, участващи в нейното създаване. Новата SFIC се определя като революционна и демократична центристка партия. През 20-те години се наблюдават редица разделения в партията заради отношенията с други леви партии и придържането към диктата на Коминтерна. Партията влиза във френския парламент, но също така насърчава стачните действия и се противопоставя на колониализма – позиция, която е изолирана във френския политически пейзаж по това време. Междуколониалният съюз, създаден през 1922 г., обединява активисти от френските колонии около искания за политическо равенство (право на глас) и социално равенство („равно заплащане за еднакъв труд“). По този начин комунистите призовават за братство с мароканските бунтовници по време на Рифската война (1925 – 1926 г.) и за евакуацията на Мароко от френската армия. Призовават също за прекратяване на битките и независимост на френска Сирия по време на Голямото сирийско въстание през 1925 – 1927 г. и осъждането на празненствата по случай стогодишнината от колонизацията на Алжир, като организират по-специално кампания за бойкот на Парижката колониална изложба през 1931 г.
Партията е организирана около лидери, които са предимно от работническата класа, създавайки схеми за обучение, повишение и насърчавайки представянето на кандидати от работническата класа на избори. Морис Торез, Жак Дюкло и Беноа Фрашон, които са били съответно миньори, металурзи и сладкари, ръководят партията почти три десетилетия. Железничарят Пиер Семард е генерален секретар на партията от 1924 до 1929 г.
Семард търси партийно единство и съюзи с други партии, но лидери, включително Торез (партиен лидер от 1930 до 1964 г.), налагат сталинистка линия от края на 20-те години. С възхода на фашизма след 1934 г. ФКП подкрепя Отечествения фронт, който идва на власт при Леон Блум през 1936 г. Партията подкрепя Втората испанска република и се противопоставя на Мюнхенското споразумение от 1938 г. с Хитлер. Това е единствената политическа партия във Франция, която денонсира това споразумение.
Партията е забранена от правителството на Едуар Даладие в резултат на германо-съветския пакт за ненападение, поради членството си в Коминтерна, който се противопоставя на войната. Ръководството, заплашено от екзекуция, бяга в чужбина. След германската инвазия от 1940 г. партията започва да организира опозиция срещу окупацията. Малко преди Германия да нахлуе в Съветския съюз през следващата година, ФКП формира през май 1941 г. движението „Отечествен фронт“ в рамките на по-широката Съпротива, заедно с въоръжената група Francs-Tireurs et Partisans (FTP). По същото време ФКП започва да работи с правителството на Шарл дьо Гол „Свободна Франция“ в изгнание и по-късно участва в Националния съвет на съпротивата (CNR).
По времето, когато германската окупация приключва през 1944 г., партията се превръща в мощна сила в много части на Франция. Тя е сред водещите партии на изборите през 1945 и 1946 г. и влиза в управляващия Тристранен съюз, който цели социални реформи и етатизъм. Въпреки това, на фона на опасения във Франция и в чужбина относно степента на комунистическото влияние, ФКП е изключена от правителството през май 1947 г. Под натиск от Москва след това ФКП се дистанцира от другите партии и се съсредоточава върху агитацията в своята синдикална база. През останалата част от периода на Четвъртата република ФКП, водена от Торез и Жак Дюкло, остава политически изолирана, все още заемайки сталинистка линия, въпреки че запазва значителна електорална подкрепа.
Въпреки че ФКП се противопоставя на създаването на Петата република от Шарл де Гол през 1958 г., през следващите години се наблюдава сближаване с други леви сили и увеличаване на силата в парламента. С Валдек Роше като нов генерален секретар партията подкрепя неуспешната кандидатура на Франсоа Митеран за президент през 1965 г.
По време на студентските бунтове и стачки през май 1968 г. партията подкрепя стачките, като същевременно осъжда революционните студентски движения.
След тежки загуби на последвалите парламентарни избори, партията приема Жорж Марше за лидер и през 1973 г. влиза в съюз „Обща програма“ с възстановената Социалистическа партия (ПС) на Митеран. Той предвижда увеличение на заплатите и социалните помощи, намаляване на работното време, възраст за пенсиониране от 60 години за мъжете и 55 години за жените, разширяване на правата и свободите на работниците, премахване на смъртното наказание и ядрено разоръжаване.
Съгласно Общата програма обаче ФКП постоянно губи позиции пред ПС – процес, който продължава след победата на Митеран през 1981 г. Първоначално определен малък дял в правителството на Митеран, ФКП напуска правителството през 1984 г., когато правителството се обръща към фискалната ортодоксия.
При Марше партията до голяма степен поддържа своите традиционни комунистически доктрини и структура. Обширна реформа е предприета след 1994 г., когато Робърт Хю става лидер. Това не прави много за спиране на намаляващата популярност на партията, въпреки че тя влиза отново в правителство през 1997 г. като част от коалицията на множествената левица. Изборите през 2002 г. дават по-лоши резултати от всякога за ФКП. При Мари-Жорж Бюфе ФКП се отклонява от парламентарната стратегия и търси по-широки социални съюзи.
За да запазят присъствието си в парламента след 2007 г., малкото останали депутати от партията трябва да се присъединят към други в Групата на демократичната и републиканската левица. Впоследствие се формира по-широка избирателна коалиция, съставена от: Левият фронт (ЛФ), включваща ФКП, Лявата партия (ЛП), Единната левица и други. ЛФ носи  на френските комунисти малко по-добри изборни резултати. Пиер Лоран е лидер от 2010 до 2018 г., наследен от Фабиен Русел, който е кандидат за президент на партията на президентските избори във Франция през 2022 г. Русел получава 2,28% от подадените гласове, заемайки осмо място.